# Caeneressa melaena
Caeneressa melaena är en fjärilsart som beskrevs av George Francis Hampson 1892. Caeneressa melaena ingår i släktet Caeneressa och familjen björnspinnare. Inga underarter finns listade i Catalogue of Life.